# Arthur Veríssimo
Arthur Veríssimo Vieira de Mello Pereira (Rio de Janeiro, 10 de fevereiro de 1959) é um jornalista, apresentador de televisão, radialista e DJ brasileiro. Ele é mais conhecido por ter trabalhado na revista Trip e ter feito várias matérias para o Programa do Ratinho em 1998.

## Biografia
Nascido na cidade do Rio de Janeiro, Veríssimo aos 16 anos iniciou a leitura do livro Tantra: a Arte do Amor Total, na última página estava o endereço do Osho Rajneesh no bairro Brooklin em São Paulo, então Veríssimo foi a procura do hinduísmo e da espiritualidade. Com 20 anos ele iniciou como jornalista na revista de comunidade Transe. Após várias viagens para os Estados Unidos, França, Reino Unido  e Índia, na sua volta para o Brasil, na década de 80 ele conheceu o dono da usina multicultural Carbono 14, onde ele atuou como DJ até 1983. Três anos após, em 1986 ele conseguiu seu primeiro emprego fixo pela revista Trip, com isso ele foi um dos primeiros a integrar a redação.
Veríssimo integrou em 1996 o Programa H durante dois anos como repórter . Após um matéria na revista sobre um festival indiano ele foi convidado pelo Programa do Ratinho a fazer matérias internacionais. Após dois anos e meio ele foi contratado pela Rede Globo e fez parte do Fantástico. Em 2001 ele integrou o Domingo Legal apresentado por Gugu Liberato.
No rádio ele trabalhou na 89 FM, Bandeirantes, USP FM e na 97 FM. Ele também foi colaborador do caderno cultural dos jornais: Folha de S. Paulo, Estadão e Galileu. Após um tempo fora da televisão ele estreou pela RedeTV! em 11 de maio de 2009 no programa Manhã Maior juntamente com Keila Lima e Daniela Albuquerque. Um ano após ele foi afastado de suas funções na emissora. No final de outubro de 2010 lançou seu primeiro livro, KarmaPop, livro que reúne várias imagens das suas viagens para a Índia. Em dezembro de 2012 ele estreou o programa Sexo no Sofá no canal de assinatura Glitz* e no Canal Futura. em 2013 apresentou o programa "Na Fé " no Discovery, uma série com 9 episódios de manifestações religiosas e transes coletivos na America Latina. Atualmente,  escreve suas aventuras e expedições no Virgula  www.arthurverissimo.com.br, há 10 anos escreve a coluna “Achados do Arthur“ na revista GOL ,está no ar no canal maisGlobosat a  série “Bendita Marvada “ de 13 episódios sobre o universo da Cachaça ,realiza reportagens especiais no programa Sábado Animal do biólogo Richard Rasmussen na Band e recebeu no mês de setembro de 2016, o prêmio Comunique-se na categoria Cultura escrita por sua obra.

## Carreira

### Televisão
- 1996 - Programa H (Rede Bandeirantes)
- 1998 - Programa do Ratinho (SBT)
- 2000 - Fantástico (Rede Globo)
- 2001 - Domingo Legal (SBT)
- 2006 - Domingo Espetacular (Record)
- 2009 - Manhã Maior (RedeTV!)
- 2012 - Sexo no Sofá (Glitz*/Futura)
- 2013 - Na Fé com Arthur Veríssimo (Discovery Channel)
- 2016 - Bendita Marvada ( MaisGlobosat)
- 2019 - presente Programa do Ratinho (SBT)

## Controvérsias
Em uma matéria publicada pela revista Galileu, Arthur Veríssimo como autor do artigo A sabedoria da fé do mês de dezembro de 2008 descreveu seu posicionamento em relação ao espiritismo e citando a doutrina como entidade. Michelson Borges do jornal Observatório da Imprensa descreveu a publicação como "puro marketing gratuito". E criticou a Galileu, por "começar a publicar matérias psicografadas."